# Rogów (powiat łęczycki)
Rogów – wieś w Polsce położona w województwie łódzkim, w powiecie łęczyckim, w gminie Świnice Warckie.
W latach 1975–1998 miejscowość należała administracyjnie do województwa konińskiego.